# Богданчик і барабан
«Богданчик і барабан» — український анімаційний фільм 1992 року студії Укранімафільм, автор сценарію та режисер — Олександр Вікен.

## Сюжет
Весела розповідь про хлопчика, який граючи зі своїм барабаном не давав нікому спокою. Одного разу відвезли маленького хлопчика Богданчика на розкішну дачу до дідуся з бабусею. Тато ловив рибу, бабуся готувала їжу, дідусь читав книжку, Богданчик грався з іграшками. Все було тихо і спокійно, поки хлопчина не знайшов барабан...

## Над фільмом працювали
- Автор сценарію та кінорежисер: Олександр Вікен;
- Художник-постановник: Генріх Уманський;
- Композитор: Олександр Осадчий;
- Кінооператор: Анатолій Гаврилов;
- Звукооператор: Ізраїль Мойжес;
- Художники-аніматори: Олександр Вікен, Дмитро Ковтанець, Михайло Яремко, Сергій Гізіла, Борис Волков, Костянтин Чикін (у титрах К. Чикин), Ніна Чурилова, Андрій Карбовничий, Микола Бондар, Ірина Бородаєва, О. Байтеряков;
- Художники: М. Базілевська, О. Уманський;
- Асистенти: Тамара Швець, Віра Боженок;
- Монтаж: Лідія Мокроусова;
- Редактор: Світлана Куценко;
- Директор знімальної групи: Надія Ясієвич (у титрах Н. Ясиєвич).